# Alessandro Filonardi
Alessandro Filonardi (falecido a 21 de janeiro de 1645) foi um prelado católico romano que serviu como bispo de Aquino (1615–1645).

## Biografia
Alessandro Filonardi nasceu em Terra Balbaei. No dia 18 de maio de 1615, foi nomeado durante o papado de Paulo V como Bispo de Aquino. A 31 de maio de 1615, foi consagrado bispo por Filippo Filonardi, Cardeal-Sacerdote de Santa Maria del Popolo, com Paolo de Curtis, Bispo Emérito de Isernia, e Ennio Filonardi, Bispo de Ferentino, servindo como co-consagradores. Serviu como Bispo de Aquino até à sua morte a 21 de janeiro de 1645.

## Sucessão episcopal
Enquanto bispo, foi o principal co-consagrador de:
- Giovanni Battista Malaspina, (1629);
- Muzio Colonna, (1629);
- Vittore Capello, (1633);
- Antonio Maria Pranzoni, (1635);
- Bartolomeo Cresconi, (1639);
- Francesco d'Elia e Rossi, (1639);
- Gerolamo Mascambruno, (1642); e
- Francesco Agostino della Chiesa, (1642).